# 2-й запасной истребительный авиационный полк
2-й запасной истребительный авиационный полк (2-й зиап) — учебно-боевая воинская часть Военно-воздушных сил (ВВС) Вооружённых Сил РККА, занимавшаяся обучением, переподготовкой и переучиванием лётного состава строевых частей ВВС РККА в период боевых действий во время Великой Отечественной войны на самолётах ЛаГГ-3, Ла-5 и Ла-7.

## Наименования полка
- 166-й резервный авиационный полк
- 2-й запасной истребительный авиационный полк
- 50-й отдельный учебно-тренировочный авиационный полк
- 148-й учебный центр ПВО

| Ла-7 | Ла-5 | ЛаГГ-3 |

## Создание полка
2-й запасной истребительный авиационный полк образован 5 июля 1941 года на станции Сейма Горьковской области Московского военного округа на базе 166-го резервного авиационного полка. 166-й резервный авиационный полк был сформирован в первой половине 1940 года в ВВС Московского военного округа. На полк возлагалась задача по подготовке кадров для развёртывания авиационных частей ВВС РККА.

## Переформирование полка
- 20 января 1946 года 2-й запасной истребительный авиационный полк был переформирован в 50-й отдельный учебно-тренировочный авиационный полк[2].
- 8 сентября 1955 года 50-й отдельный учебно-тренировочный авиационный полк после целого ряда преобразований переформирован в 148-й учебный центр ПВО авиации Войск ПВО страны, просуществовавший до начала XXI века[2].

## Основное назначение полка
2-й запасной истребительный авиационный полк осуществлял подготовку маршевых полков и отдельных экипажей на самолётах
ЛаГГ-3, Ла-5 и Ла-7 во время Великой Отечественной войны.

## Командир полка
- Прокопий Семёнович Акуленко

## В составе соединений и объединений
| Период        | Округ                    | армия      | дивизия                          | примечание                                                            |
| ------------- | ------------------------ | ---------- | -------------------------------- | --------------------------------------------------------------------- |
| 05.07.1941 г. | Московский военный округ | ВВС округа |                                  |                                                                       |
| 09.01.1942 г. | Московский военный округ | ВВС округа | 2-я запасная авиационная бригада |                                                                       |
| 20.01.1946 г. | Московский военный округ | ВВС округа | 2-я запасная авиационная бригада | переформирован в 50-й отдельный учебно-тренировочный авиационный полк |

## Базирование
| Период                  | Аэродром                      |
| ----------------------- | ----------------------------- |
| 05.07.1941 — 20.01.1946 | ст. Сейма Горьковской области |

## Самолёты на вооружении
| Период          | Самолёты |
| --------------- | -------- |
| 1941 — 07. 1942 | ЛаГГ-3   |
| 07. 1942—1945   | Ла-5     |
| 1944 — 1946     | Ла-7     |

## Подготовленные полки
- 3-й гвардейский истребительный авиационный полк (с 16.12.1941 по 24.01.1942, переформирован)
- 21-й гвардейский истребительный авиационный полк (с 04.02.1943 по март 1943 года, переформирован)
- 2-й истребительный авиационный полк
- 10-й истребительный авиационный полк
- 13-й истребительный авиационный полк
- 27-й истребительный авиационный полк
- 38-й истребительный авиационный полк (21.10.1941 — 27.12.1941, ЛаГГ-3)
- 50-й истребительный авиационный полк (01.06.1942 — 05.08.1942, ЛаГГ-3)
- 92-й истребительный авиационный полк (с 28.12.1941 по 24.02.1942, ЛаГГ-3)
- 92-й истребительный авиационный полк (с 28.10.1942 по 30.04.1943, Ла-5)
- 156-й истребительный авиационный полк (с 11.07.1943)
- 160-й истребительный авиационный полк
- 161-й истребительный авиационный полк (11.1943 — 02.1944, переформирован)
- 161-й истребительный авиационный полк (20.05.1943 — 06.08.1943, переучен на Ла-5)
- 162-й истребительный авиационный полк (с 25.01.1942 по 28.02.1942, ЛаГГ-3)
- 165-й истребительный авиационный полк (с 04.07.1941 по 03.08.1941, ЛаГГ-3)
- 165-й истребительный авиационный полк (с 13.10.1941 по 28.10.1941, доукомплектование, ЛаГГ-3)
- 168-й истребительный авиационный полк (с 15.10.1941 по 28.11.1941, переформирован, ЛаГГ-3)
- 171-й истребительный авиационный полк (с 18.04.1943 по 27.05.1943, Ла-5)
- 181-й истребительный авиационный полк (с 10.07.1942 по 23.09.1942, Ла-5)
- 247-й истребительный авиационный полк (с 20.07.1941 по 25.08.1941, переформирован по штату 015/174 (3-я аэ полка послужила основой для формирования 523-го иап) и освоил истребители ЛаГГ-3).
- 253-й истребительный авиационный полк (с 24.10.1941 по 05.12.1941, доукомплектование)
- 254-й истребительный авиационный полк (с 03.1942 по 05.1942, доукомплектование)
- 274-й истребительный авиационный полк
- 292-й истребительный авиационный полк (с 23.03.1942 по 14.04.1942, переучен на ЛаГГ-3)
- 297-й истребительный авиационный полк
- 425-й истребительный авиационный полк (с 28.12.1941 по 01.01.1942, переименован в 745-й иап)
- 426-й истребительный авиационный полк (февраль 1942 — 17.03.1942, ЛаГГ-3)
- 429-й истребительный авиационный полк
- 434-й истребительный авиационный полк (сформирован 20.07.1941 — 20.08.1941, ЛаГГ-3)
- 522-й истребительный авиационный полк
- 523-й истребительный авиационный полк (сформирован на основе 3-й аэ 247-го иап, 08.09.1941 — 25.09.1941, ЛаГГ-3)
- 718-й истребительный авиационный полк (с 17.07.1943 по 31.08.1943, переформирован в 1000-й штурмовой авиационный полк)
- 721-й  истребительный авиационный полк (сформирован: 12.10.1941 — 06.11.1941, ЛаГГ-3)
- 721-й истребительный авиационный полк (09.1944 — 10.1944, Ла-7, переучивание)
- 745-й истребительный авиационный полк (переименован из 425-го иап, с 01.01.1942 по 10.03.1942, ЛаГГ-3)
- 824-й  истребительный авиационный полк (с 12.06.1942 по 30.06.1942, освоил ЛаГГ-3)
- 977-й истребительный авиационный полк (с 18.03.1943 по 05.06.1943, расформирован, личный состав обращён на доукомплектование 161-го иап)
- 979-й истребительный авиационный полк (с 22.05.1944 по 15.06.1944, на Ла-5)

## Награды
2-й запасной истребительный авиационный полк Указаом Президиума Верховного Совета СССР от 2 августа 1944 года за высокое качество подготовки лётных кадров для пополнения фронтов награждён Орденом Красного Знамени.

## Почётные наименования
- 171-му истребительному авиационному полку 4 мая 1943 года (в период нахождения на переучивании) за показанные образцы мужества и геройства в борьбе против фашистских захватчиков и в целях дальнейшего закрепления памяти о героических подвигах сталинских соколов[4] присвоено почётное наименование «Тульский».

## Отличившиеся воины
- Белкин Александр Никитович, старший лейтенант, в январе — марте 1943 года — заместитель командира эскадрильи 2-го запасного авиационного полка, удостоен звания Герой Советского Союза 4 февраля 1944 года, будучи командиром эскадрильи 164-го истребительного авиационного полка 295-й истребительной авиационной дивизии 9-го смешанного авиационного корпуса 17-й воздушной армии. Золотая Звезда № 2696.